# Žan Kranjec
Žan Kranjec (Ljubljana, 15. studenog 1992.), slovenski je alpski skijaš.
Kranjec se natječe za Sloveniju u veleslalomu a prvi put je nastupio u Kranjskoj Gori 2011. na Svjetskom skijaškom kupu.
Prvi put je osvojio bodove 22. prosinca 2013. kada je u utrci veleslaloma u Alta Badiji bio 23. U veleslalomskoj utrci u Val d'Isèreu zauzeo je 12 mjesto, 2. prosinca 2015. 
Prvo postolje je osvojio 17. prosinca 2017. u Alta Badi kada je zauzeo 3. mjesto.
Osvojio je srebrnu medalju u veleslalomu na Zimskim olimpijskim igrama u Pekingu 2022.

## Pobjede u Svjetskom skijaškom kupu
| Datum              | Mjesto održavanja | Disciplina |
| ------------------ | ----------------- | ---------- |
| 18. prosinca 2018. | Saalbach          | veleslalom |

## Vanjske poveznice
- Službena stranica